# M̨
 (août 2020).
Si vous disposez d'ouvrages ou d'articles de référence ou si vous connaissez des sites web de qualité traitant du thème abordé ici, merci de compléter l'article en donnant les références utiles à sa vérifiabilité et en les liant à la section « Notes et références ».
Cette page contient des caractères spéciaux ou non latins. S’ils s’affichent mal (▯, ?, etc.), consultez la page d’aide Unicode.
M̨ (minuscule : m̨), appelé M ogonek, est un graphème utilisé dans certaines romanisations de l’avestique.
Il s'agit de la lettre M diacritée d'un ogonek.

## Utilisation
La lettre ‹ m̨ › est notamment utilisé dans la translittération de Hoffmann et Forssman, et dans celle de Geldner, pour transcrire la lettre avestique hme ‹ 𐬩 ›.

## Représentations informatiques
Le M ogonek peut être représenté avec les caractères Unicode suivants :
- décomposé (latin de base, diacritiques)[1],[2] :

| formes    | représentations | chaînes de caractères | points de code | descriptions                                 |
| --------- | --------------- | --------------------- | -------------- | -------------------------------------------- |
| capitale  | M̨               | M◌̨                    | U+004D U+0328  | lettre majuscule latine m diacritique ogonek |
| minuscule | m̨               | m◌̨                    | U+006D U+0328  | lettre minuscule latine m diacritique ogonek |